# كنيسة القديس كليوفاس
كنيسة القديس كليوفاس، أو كنيسة القديس كليوباس، وتسمى أيضًا كنيسة عمواس، أو بازيليك القديس كليوفاس، هي كنيسة فرنسيسكانية كاثوليكية تقع في قرية القبيبة الفلسطينية في الضفة الغربية. موقع الكنيسة هو أحد المواقع الثلاثة الرئيسية التي حددت مع عمواس، حيث كشف يسوع عن نفسه لاثنين من تلاميذه بعد وقت قصير من قيامته وفقًا للعهد الجديد. يقع نزل فرنسيسكاني على بعد نصف ميل تقريبًا إلى الغرب من الكنيسة.

## تاريخ
كانت قرية القبيبة، التي كانت جزءاً من المجال الزراعي لكنيسة القيامة، أول من اقترح أن تكون قرية عمواس للقديس لوقا في عام 1280. كانت القرية تقع على طريق روماني، وفي عام 1099 اكتشف الصليبيون قلعة رومانية هناك، والتي أصبحت تعرف باسم قلعة عمواس.
اعتمد الموقع عام 1335 من قبل الفرنسيسكان، الذين بدأوا رحلة الحج السنوية هناك. بنيت كاتدرائية ذات ثلاثة أجنحة مع جوقة مقببة ومحراب على منزل كليوباس المفترض، والتي ربما دمرت في عهد الإمبراطور هادريان، قبل إعادة بنائه وتدميره مرة أخرى من قبل الفرس في عام 616، هدمت الكنيسة مرة أخرى في عام1187.
مع طرد الصليبيين من الأراضي المقدسة، مُنع المسيحيون في القرون التالية من استخدام الطريق السريع الرئيسي من السهل الساحلي إلى القدس، مما حرمهم من الوصول إلى أبو غوش، التي كانت مقبولة من قبل كمكان لعمواس.
في القرن التاسع عشر، كانت الكنيسة في حالة خراب. فقد دُمر صحنها تقريبًا، وكان هناك جدار بارتفاع ثلاثة أمتار بدلاً من المحراب. وفي عام 1852، جددت حراسة الأراضي المقدسة الفرنسيسكانية الحج السنوي كل شهر في سبتمبر. اشترت الماركيزة بولين دي نيكولاي (دي) الأطلال في عام 1861 وتبرعت بها للفرنسيسكان.
وفي عام 1902، أعطى السلطان عبد الحميد الثاني الإذن لأمر الفرنسيسكان بإعادة بناء كنيستهم. وقد مُنح المعبد صفة البازيليكا الصغرى في عام 1919.

## انظر أيضًا

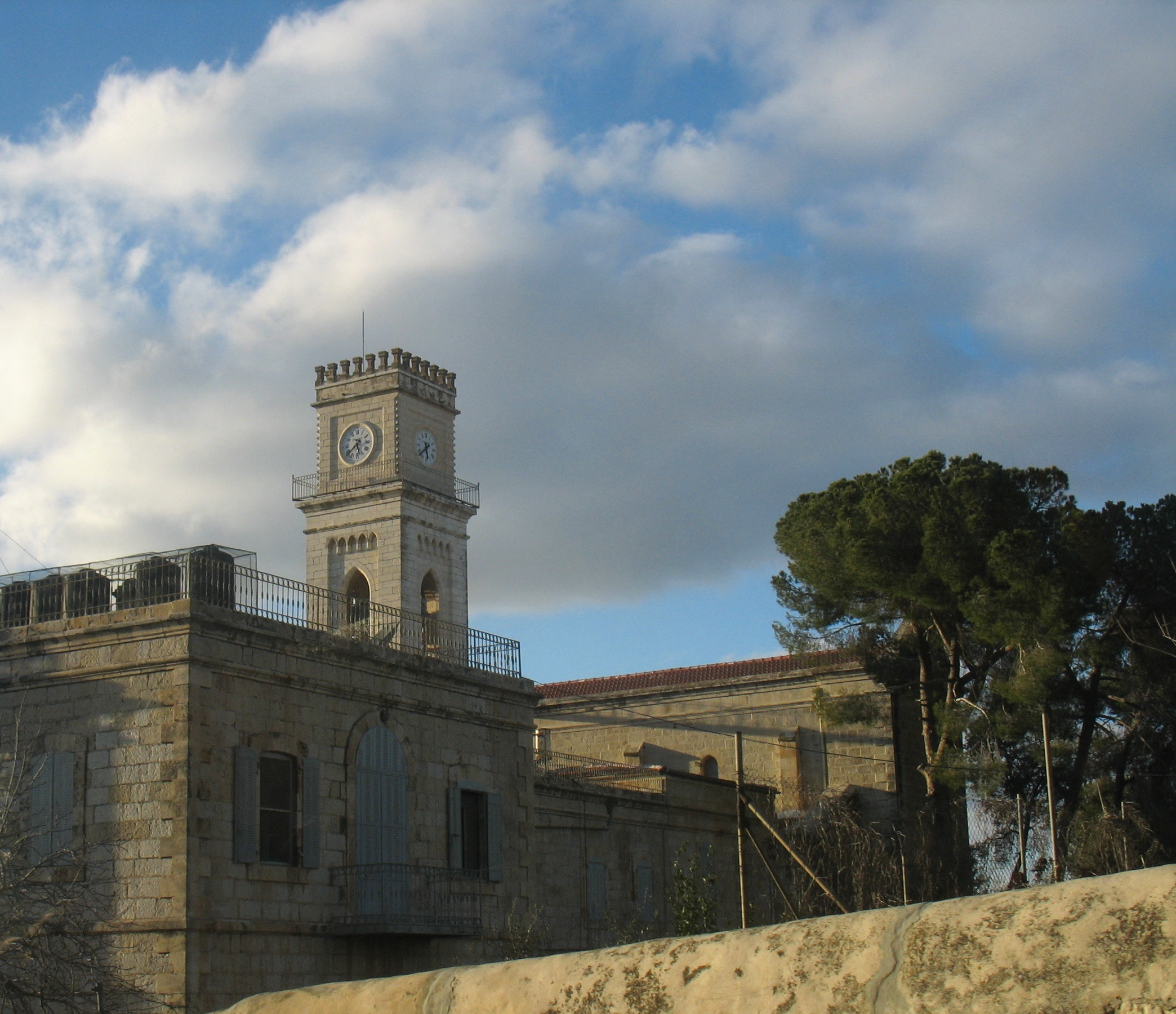
الكنيسة عام 2012